# Фенфлурамин
Фенфлурамин — лекарственное средство, регулятор аппетита. Производное амфетамина.

## Механизм действия

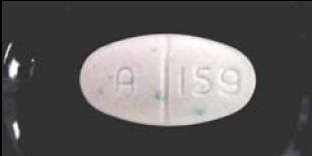
Таблетка, содержащая фенфлурамин. Изъята властями США в 2009 г.

Увеличивает выброс серотонина через транспортеры, блокирует обратный захват серотонина, что улучшает серотонергическую передачу импульсов в центрах гипоталамуса, отвечающих за приём пищи. Это приводит к уменьшению аппетита.

## Показания
- Судороги при синдроме Драве[англ.] и синдроме Леннокса-Гасто у пациентов от 2 лет. Одобрен для применения в США в 2020 году[1][2].

## Фармакокинетика
Хорошо всасывается из желудочно-кишечного тракта, максимальный эффект достигается через 2—4 часов Период полувыведения 20 часов.

## Побочные эффекты
К наиболее распространенным побочным эффектам относятся снижение аппетита, сонливость, вялость, диарея или запоры, аномалии на эхокардиограммах, апатия, атаксия, нарушение походки, повышение давления, повышенное слюноотделение, гипертермия, рвота, снижение веса, обмороки и эпилепсия.

## Передозировка
При передозировке фенфлурамин может вызвать серотониновый синдром и быстро привести к летальному исходу.

## Правовой статус
Фенфлурамин был изъят из оборота в США в 1997 году после того, как было показано, что он может провоцировать приобретённые пороки сердца и лёгочную гипертензию (препарат повышает риск лёгочной гипертензии в 10 раз). В России начиная с 2006 года внесён в список наркотических средств и психотропных веществ, оборот которых запрещён (Список I).
В 2020 году был вновь одобрен к применению в США, на этот раз для предотвращения судорог у детей с синдромом Драве — тяжёлой формой эпилепсии, часто резистентной к другим препаратам.